# Río Odra
Este artículo se refiere al río de España, para el río del norte de Europa con el mismo nombre ver Óder u Odra.
El Odra es un río español que nace al norte de Peña Amaya, cerca de Fuenteodra, a los pies de la Lorilla, en la fuente de la Magdalena, término de Rebolledo Traspeña, municipio de Humada (Burgos), y, tras un corto tramo inicial en dirección oeste este, sigue su curso hacia el sur, atravesando la llanada del Valle de Humada, pasa entre las rocas de Los Piscárdanos, interesante paraje natural, y después se adentra en los llanos cerealistas pasando por Villavedón, Sandoval de la Reina, Villanueva de Odra, Villahizán de Treviño, Villamayor de Treviño, Sordillos, Grijalba, Villasandino, Villasilos y Castrojeriz, para desembocar en el Pisuerga en el término de Pedrosa del Príncipe. Su principal afluente es el río Brullés.
La vega de este río se aprovecha, en el curso inferior, como terreno de regadío, cultivándose, entre otros, remolacha, alfalfa, maíz y árboles frutales. Se cultiva cereal en las tierras del Páramo y la Campiña, Antiguamente el viñedo tuvo una gran importancia; su testigo son las numerosas bodegas y lagares; sin embargo hoy la producción de uva se limita a algunos majuelos dispersos.

## Toponimia

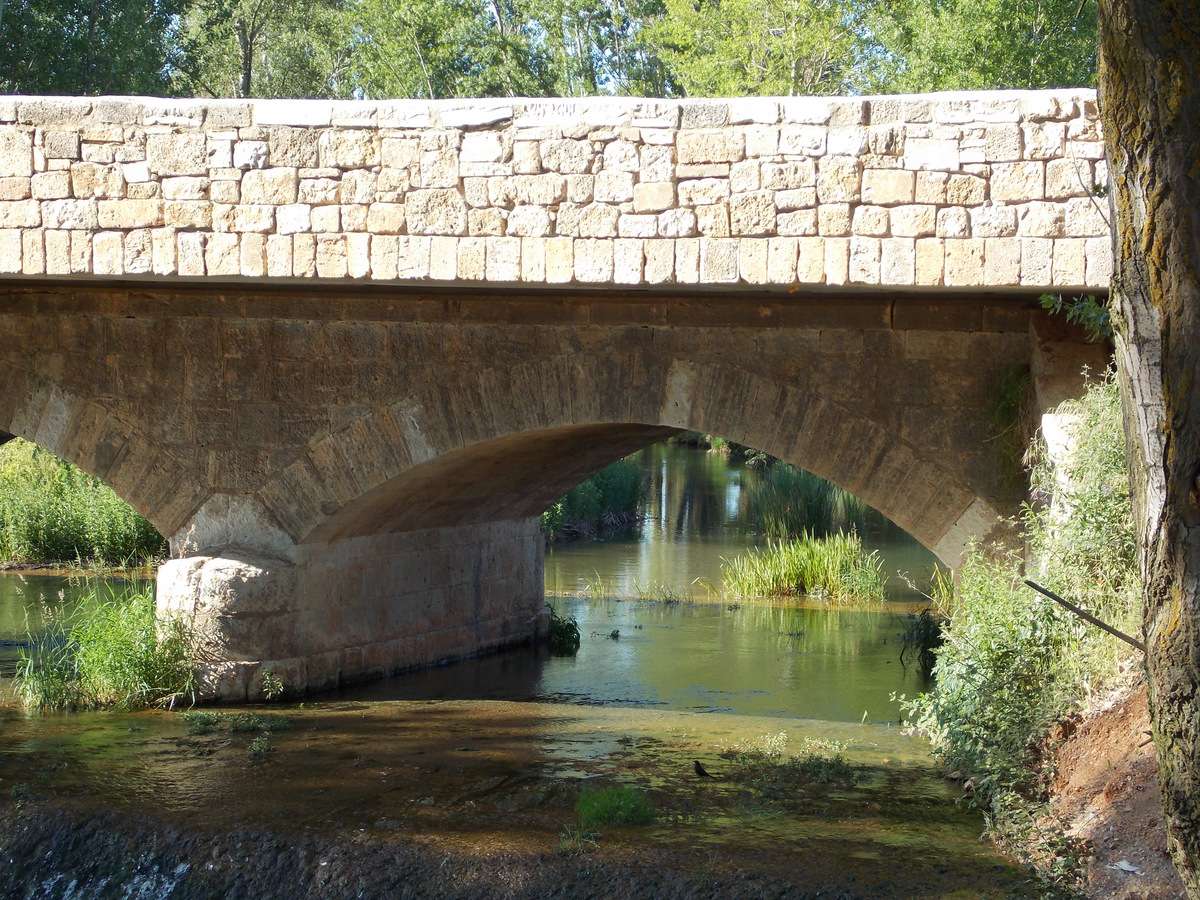
Río Odra a su paso bajo el Puente de la Carretera, en Sandoval de la Reina.

Nombre del río que pasa por Sandoval de la Reina, que nace más allá de Fuente Odra.
El nombre de este río aparece en algunos documentos como Hodra, aunque esta h- parece adventicia y no etimológica. El historiador P. Bosch Gimpera y otros señalan  la forma antigua de este nombre, Áutura o Áut (u) ra, con el nombre Áutruca, ciudad de los turmódigos, por cuyo antiguo territorio discurre el Odra, que ya figuraba en Ptolomeo 2, 6, 49 como Áutraka, población que se suele identificar con Castrojeriz.
Esta última forma porta el sufijo indoeuropeo, quizá céltico, –ka o el céltico –āka. Odra sería, pues, una forma céltica, como confirma la primera parte del nombre: au-, raíz general europea que hace referencia al agua por su significado básico, que sería ‘moverse’, ‘fluir’, ‘correr’. La misma raíz aparece en Auca, Oca, nombre de río y población (Somorro, Villafranca de Montes de Oca). A su vez ese río corría por el territorio de los au-trigones, pueblo que, en opinión de Bosch Gimpera, no era de origen celta, aunque estuviera celtizado.
El segundo elemento de Odra, Au-tra o Áu-tura (forma que admitía variantes como Áu-turu-ca Áu-tra-ca,) se encuentra en Ás-tura, nombre céltico del río Esla (quizá por Ást-tura, aunque la forma ast, ‘montaña’, sea precéltica), que significa “río de la Montaña / de los Montañeses’), y reaparece en Asturica (Astorga), Astures, Asturias, etc. Por tanto, *-tra, como derivación de *-tura, a partir de *tur-, significa ‘corriente de agua’. Odra, en consecuencia, sería esa ‘corriente de agua’, es decir, sencillamente «el Río», por antonomasia.